# Antoine Richard du Cantal
Antoine Richard du Cantal est un homme politique français né le 3 février 1802 à Pierrefort (Cantal) et mort le 10 février 1891 à Paris.

## Biographie
Engagé chez les cuirassiers de la garde, il entre à l'école d'Alfort et devient vétérinaire en 1828. Il est par la suite docteur en médecine. Il fonde une école d'agriculture en 1838 puis devient professeur d'histoire naturelle à l'école des haras en 1840, puis directeur en 1844. Il crée en 1845 les annales des haras et de l'agriculture.
Il est destitué en 1847 pour ses opinions républicaines. Sous commissaire du gouvernement provisoire en 1848 à Saint-Flour, il est député du Cantal de 1848 à 1851, siégeant avec la gauche modérée. Sous le Second Empire, il se consacre à des études d'agronomie, et participe à la fondation, en 1854, de la société zoologique d'acclimatation. Il publie de nombreux articles spécialisés sur l'agriculture et le cheval.

## Sources
- « Antoine Richard du Cantal », dans Adolphe Robert et Gaston Cougny, Dictionnaire des parlementaires français, Edgar Bourloton, 1889-1891 [détail de l’édition]